# Alaginella pemphix
Alaginella pemphix is een slakkensoort uit de familie van de Marginellidae. De wetenschappelijke naam van de soort is voor het eerst geldig gepubliceerd in 1973 door Roth.